# Рауш (хутір)
Рау́ш (рос. Рауш, башк. Рәүеш) — хутір у складі Давлекановського району Башкортостану, Росія. Входить до складу Розсвітівської сільської ради.
Населення — 138 осіб (2010; 149 в 2002).
Національний склад:
- росіяни — 60 %